# Josef Herzog (Jurist)
Josef Herzog (geb. 30. April 1903 in Reichenberg in Böhmen, Österreich-Ungarn, gest. nach 1968) war ein deutscher Jurist. In der Zeit des Nationalsozialismus war er Erster Staatsanwalt beim deutschen Oberlandesgericht Prag. Nach dem Zweiten Weltkrieg war er Ministerialrat im Bundesjustizministerium.

## Lebensweg
Josef Herzog studierte an der Universität Prag Deutsches und Tschechisches Recht und legte dort 1933 die Richterprüfung ab. Herzog wurde in Rechtswissenschaft promoviert. Nach der Zerschlagung der Tschechoslowakei im Oktober 1938 arbeitete er zunächst an böhmischen Amtsgerichten, danach am deutschen Landgericht in Prag. Am 2. Mai 1939 beantragte er die Aufnahme in die NSDAP und wurde rückwirkend zum 1. April desselben Jahres aufgenommen (Mitgliedsnummer 7.077.547). Ab Juni 1939 war er im Protektorat Böhmen und Mähren in der Abteilung Justiz vor allem für die Übersetzung deutscher Gesetze ins Tschechische und die Integration tschechischer Gesetze in die Gesetzgebung des Reichsprotektorats zuständig. Später wurde er zum Oberlandesgerichtsrat ernannt. Er war Erster Staatsanwalt beim Oberlandesgericht Prag und unterstand damit dem dortigen Generalstaatsanwalt Helmuth Gabriel. Als Staatsanwalt am OLG Prag war er zugleich Staatsanwalt am Sondergericht Prag. Die deutschen Sondergerichte verhängten häufig Todesurteile, oft auch wegen geringfügiger Vergehen.
Gegen Ende des Zweiten Weltkriegs geriet Herzog in tschechoslowakische Gefangenschaft. Nachdem im Jahr 1947 ein Versuch gescheitert war, ihn bei einem Gefangenenaustausch freizubekommen, wurde er zu 20 Jahren Haft und Zwangsarbeit verurteilt, von denen er nur zehn Jahre tatsächlich verbüßen musste.
Herzogs Frau gelangte über die Sowjetische Besatzungszone nach Berlin-West. Sie fand später Arbeit im Bundesinnenministerium.
1955 kehrte Josef Herzog  aus der Gefangenschaft nach Westdeutschland zurück. Er wurde bald darauf im Bundesjustizministerium angestellt. Mit Wirkung vom 1. Januar 1956 wurde er zum Oberregierungsrat ernannt. Der ehemalige Strafgefangene wurde Leiter des Referates für Strafvollzug.
Zu seinem Dienstende sollte Herzog mit dem Bundesverdienstkreuz geehrt werden. Nachdem 1968 durch eine Abfrage beim Berlin Document Center seine NSDAP-Mitgliedschaft bekannt geworden war, unterblieb die Verleihung.